# کمبوجیه یکم
کمبوجیه یکم (به پارسی باستان: 𐎣𐎲𐎢𐎪𐎡𐎹؛ درگذشته ۵۵۹ پ. م) فرزند و جانشین کوروش یکم، شاه انشان و پدر کوروش بزرگ بنیان‌گذار شاهنشاهی هخامنشی بود.

## ریشهٔ نام کمبوجیه
کمبوجیه (پارسی باستان: 𐎣𐎲𐎢𐎪𐎡𐎹 کمبوجیه، ایلامی: کنبوزیه، اکدی: کمبوزیه، آرامی: کنبَوزی) نام دو شاه از خاندان هخامنشی است. بر طبق برخی از دانش‌پژوهان، ریشهٔ این نام ایلامی است. در حالی که دیگر دانش‌پژوهان آن را با کمبوجَه، نام مردمان ایرانی که در شمال‌غرب هند زندگی می‌کنند متصل می‌کنند.

## دوره فرمانروایی
کمبوجیه از سال (۵۹۰ تا ۵۵۹ پیش از میلاد) شاه انشان بوده است. او پسر کوروش یکم و پدر کوروش دوم بوده است. هیچ منبعی در مورد زمان حیاتش باقی نمانده است. مهم‌ترین منبع اطلاعات در موردش حکاکی متعددی است که از کوروش بزرگ به جا مانده است: «پسر کمبوجیه، شاه بزرگ، شاه انشان، نوهٔ کوروش، شاه بزرگ، شاه انشان» در حکاکی یافت شده در اور (به انگلیسی: Ur) نوشته است: «پسر کمبوجیه، شاه بزرگ سرزمین انشان». در ساختمان خشتی اُروک (به انگلیسی: Uruk) نوشته شده: «پسر کمبوجیه، شاه نیرومند». و در حکاکی در پاسارگاد نوشته شده: «پسر شاه کمبوجیه، شاه هخامنشی».
به‌گفتهٔ هرودوت، کمبوجیه شاه نبود بلکه مردی از «خانواده‌ای خوب» بود که با ماندانا دختر آستیاگس ازدواج کرده بود. از این پیوند کوروش بزرگ زاده شد. گزنفون می‌گوید که کمبوجیه با ماندانا دختر آستیاگس ازدواج کرده بود و شاه پارسی‌ها نامیده می‌شد. او ادعا کرده است که حکمرانی کمبوجیه به عنوان «شاه پارس» محدود به شورای بزرگان بوده است. در اینجا هیچ تناقضی میان ادعای کوروش بزرگ که گفته بود پدرش شاه انشان است و گزارش گزنفون که گفته بود او شاه پارس است وجود ندارد، چرا که انشان و پارسه نام جایگزین یکدیگر برای یک سرزمین هستند.